# The Soundhouse Tapes
Albums de Iron Maiden
Iron Maiden
(1980)
The Soundhouse Tapes est l'album contenant les premières démo du groupe de heavy metal Iron Maiden.
Il a été enregistré le 31 décembre 1978 aux Spaceward Studios de Cambridge, la veille de leur premier concert au Ruskin Arms, avec Di'Anno. Le groupe était alors composé de Steve Harris (basse), Dave Murray (guitare), Doug Sampson (batterie) et Paul Di'Anno (chant).
Le nom du disque vient du Soundhouse Club, un club de rock spécialisé dans le heavy metal dirigé par Neal Kay à Londres dans le quartier de Kingsbury. Enthousiasmé par la démo, Kay la programme bientôt avec insistance dans son club, en particulier le titre Prowler qui restera plusieurs mois le titre favori des assidus du Soundhouse Club.
La notoriété acquise au Soundhouse Club permit au groupe d'être sollicité pour d'autres concerts avec des groupes plus renommés, et d'accroître leur popularité. EMI sollicita alors le groupe pour participer à la compilation Metal for Muthas, puis un contrat pour cinq albums.
L'EP comprend trois titres, tous composés par Harris :
- Iron Maiden (4:01)
- Invasion (3:07)
- Prowler (4:20)

Un quatrième titre a été enregistré, Strange World, mais non publié à l'époque. Cette version se retrouve dans le coffret Best of the Beast, dans la version 4 disques vinyles.
Le disque a été publié à 5000 exemplaires le 9 novembre 1979. 3000 exemplaires ont été vendus en une semaine. Les disquaires ont demandé une réédition de 20 000 exemplaires, mais le groupe l'a refusé et les 5000 originaux sont devenus un item de collectionneur très recherché. Il en existe également plusieurs versions pirates.
Une seconde édition "officielle" a été publiée en 2001 aux États-Unis lors de la réédition des albums du groupe. Il fallait récupérer 6 bons présents dans les albums puis les envoyer avec 6,66$ pour espérer être l'un des 6666 destinataires de cette réédition.

## Sources
1. ↑  Hard Rock Magazine (France), spécial Iron Maiden, tome 1, page 23.